# Lajin
Lajin, de nombre completo al-Malik al-Manṣūr Ḥusām al-Dīn Lājīn al-Manṣūrī (en árabe: الملك المنصور حسام الدين لاجين المنصورى; fallecido el 16 de enero de 1299 en El Cairo), fue un sultán mameluco de Egipto y Siria que reinó entre 1296 y 1299.

## Biografía
Lajin fue comprado por el sultán Al-Mansur Ali. En 1259, después del derrocamiento de su amo, fue comprado por Qalawun y promovido a emir. En 1280, Qalawun le asignó el mando de la ciudad de Damasco. Este nombramiento provocó la disidencia del exgobernador Sungur al-Ashkar, quien se proclamó a sí mismo sultán. La rebelión fue reprimida por un ejército procedente de El Cairo y al mando de Lajin, quien se convirtió entonces en el gobernador de la provincia (julio de 1280).
En 1295, Lajin se convirtió en el vicesultán (naib) del sultán Kitbugha. Se volvió en contra de Kitbugha en 1296 cuando este se hizo demasiado impopular después de la hambruna que asoló Egipto.
Lajin contaba con el apoyo de los mamelucos circasianos, pero su llegada al poder no resolvió los problemas que sufría el país. Decidió una reforma del catastro, lo que resultó desastroso, descontentando a todas los sectores y aumentando la escasez. Los emires organizaron un complot que conduce al asesinato de Lajin en enero de 1299. Los insurgentes volvieron a colocar en el trono a An-Nassir Muhammad, hijo de Qalawun, que había sido depuesto en 1295 por Kitbugha y que tenía catorce años en el momento de su restauración.